# Leucania lindigi
Leucania lindigi är en fjärilsart som beskrevs av Felder 1874. Leucania lindigi ingår i släktet Leucania och familjen nattflyn. Inga underarter finns listade i Catalogue of Life.